# Alis Guggenheim
Alis Guggenheim (Lengnau, 8 marzo 1896 – Zurigo, 2 settembre 1958) è stata una pittrice e scultrice svizzera.

## Biografia
Era figlia di Moses Guggenheim e Fanny Guggenheim-Weil e madre di Ruth Guggenheim Heussler e nonna di Olivia Heussler e Delia Heussler.
Nel 1916 aprì un atelier di moda a Zurigo chiamato "Salon des Modes" e qui incontrò Mischa Berson, uno studente russo di orientamento comunista, con cui viaggiò in Unione Sovietica agli inizi del 1919.
Qui lavorò come sarta e divenne membro del Partito Comunista dell'Unione Sovietica. Nel 1920 le nacque la figlia Ruth e, in seguito al fallimento della relazione con Berson, Alis ritornò in Svizzera dove riaprì il suo atelier e si unì al Partito Comunista Svizzero. Qui frequentò gli artisti Richard Paul Lohse, Karl Geiser, Max Bill, Albert Ehrismann e Max Raphael.
Nel 1924 la sua casa di moda diventò uno studio e iniziò a lavorare come scultrice partecipando ad una sua prima mostra lo stesso anno. Nel 1942 si trasferì a Muzzano nel canton Ticino dove coltivò la sua amicizia con gli artisti Lisa Tetzner e Kurt Held.
Nel 1954 Alis Guggenheim ricevette il "premio d'arte della comunità ebraica della confederazione svizzera" dopo di che tenne la sua prima mostra solista a Zurigo, che fu un successo dal punto di vista finanziario.
I suoi lavori vennero acquistati da amministrazioni cittadine e statali e divenne celebre soprattutto per i dipinti.
Alis Guggenheim morì nel 1958 dopo una breve malattia.
Alcuni lavori sono all'Aargauer Kunsthaus in Svizzera e al Israel Museum di Gerusalemme.